# Lulla (Ungheria)
Lulla è un comune dell'Ungheria di 176 abitanti (dati 2015) situata nella contea di Somogy, nell'Ungheria centro-occidentale.